# Ащибулацький сільський округ
Ащибула́цький сільський округ (каз. Ащыбұлақ ауылдық округі, рос. Ащибулакский сельский округ) — адміністративна одиниця у складі Ілійського району Алматинської області Казахстану. Адміністративний центр — село Мухаметжана Туймебаєва.
Населення — 42644 особи (2021; 20090 у 2009, 12897 у 1999, 9751 у 1989).

## Історія
Станом на 1989 рік існувала Комсомольська сільська рада (села 12 грудня, Аралкум, Ащибулак, Коккайнар). 2015 року до складу сільського округу була включена територія площею 1,37 км² ліквідованого Первомайського сільського округу та територія площею 0,97 км² Байсеркенського сільського округу. 2010 року було утворене село Толе-бі. 2023 року до складу округу була включена територія площею 1169,00 км2 Жетигенського сільського округу.

## Склад
До складу округу входять такі населені пункти:
| Населений пункт              | Населення, осіб (1989) | Населення, осіб (1999) | Населення, осіб (2009) | Населення, осіб (2021) |
| ---------------------------- | ---------------------- | ---------------------- | ---------------------- | ---------------------- |
| Аралкум, село                | 179                    | -                      | -                      | -                      |
| Жапек-батира, село           | 3548                   | 4616                   | 7238                   | 12470                  |
| Коккайнар, село              | 1505                   | 1740                   | 2540                   | 8330                   |
| Мухаметжана Туймебаєва, село | 4519                   | 6541                   | 10312                  | 20781                  |
| Толе-бі, село                | -                      | -                      | -                      | 1063                   |